# Magdalena Saad
Magdalena Saad (Łódź, 14 maggio 1985) è una pallavolista polacca, libero del Wrocław.

## Carriera

### Club
La carriera di Magdalena Saad inizia nella stagione 1998-99 tra le file della squadra dell'ŁKS, squadra della propria città natale, in cui milita per sei stagioni, senza tuttavia vincere alcun trofeo. Nell'annata 2004-05 si trasferisce nel MOSiR Mysłowice, in cui resta per due stagioni.
Nella stagione 2006-07 viene ingaggiata dall'AZS Białystok, dove resta cinque stagioni. Nella stagione 2011-12 si trasferisce all'Atom Trefl Sopot con cui vince il campionato.
Nella stagione 2012-13 viene ingaggiata dal Lokomotiv Baku, ma già nel mese di novembre ritorna in patria, ingaggiata dal Legionovia. Dopo due anni nella formazione di Legionowo, nel 2014 scende in II liga accettando la proposta del neonato Wisła Warszawa che raggiunge immediatamente la promozione in I liga.
Nell'annata 2018-19 rimane in serie cadetta accettando la proposta del SAN-Pajda, mentre in quella seguente torna a calcare i campi della Liga Siatkówki Kobiet con la maglia del PTPS di Piła; nella stagione 2020-21 fa quindi ritorno all'ŁKS e in quella successiva si trasferisce al Pałac Bydgoszcz, passando quindi al Wrocław per la stagione 2022-23.

### Nazionale
Nel 2011 esordisce in nazionale polacca disputando il World Grand Prix.

## Palmarès

### Club
- Campionato polacco: 1

2011-12